# SUPER BUTTER DOG
SUPER BUTTER DOG（スーパー・バター・ドッグ）は、日本の5人組ファンクバンドである。2008年に解散した。

## 経歴
- 1994年、学生時代に永積と竹内を中心にバンドを結成。
- 1996年、アルバム『犬にくわえさせろ』をインディーズからリリース。
- 1997年、アルバム『FREEWAY』でメジャー・デビュー。
- 1998年、アルバム『333号室』をリリース。バンド主宰によるオールナイト・イベント『ファンキー大百科』開催。
- 1999年、アルバム『Hello! Feed☆Back』リリース。同年、山口めぐみが脱退。
- 2000年、ファンクを強めたアルバム『FUNKASY』をリリース。フジロック、ROCK IN JAPANなどの大型フェスにも多数出演。
- 2001年、シングル「サヨナラCOLOR」、アルバム『grooblue』リリース。
- 2002年、初のライヴアルバム『ラ』、また自主レーベルからシングル『風土』をリリース。
9月の野音ライブをもって活動休止。
友情参加した「This Y'all,That Y'all session with SUPER BUTTER DOG」が収録されたRHYMESTERのアルバムが発売。クリップにも参加している。
- 2005年、竹中直人監督による映画『サヨナラCOLOR』が公開。
- 2006年9月、SWEET LOVE SHOWER2006にて復活。
- 2007年3月31日、RHYMESTERの武道館イベント「KING OF STAGE VOL.7」ゲスト出演。
- 2007年6月、「ファンキー大百科」を開催。バンドの他、個々のユニットを披露。
永積が骨折してしまい、ライヴが延期となる。
- 2008年2月、永積 復帰。新曲「あいのわ」が映画「闘茶」主題歌に起用。
6月、解散を発表。
2008年8月29日、ミュージックステーションで「サヨナラCOLOR」を披露。地上波の音楽番組に最初で最後の生出演を果たす。
9月、「TOUR ザ・グッバイ」を全国四ヶ所で敢行し、13日の日比谷野外大音楽堂をもって解散した。
12月、ラストライヴの模様を収めたライヴDVD「TOUR ザ・グッバイ」リリース。

## メンバー

### 最終メンバー
永積タカシ（ながづみ たかし、1974年11月27日 - 本名/永積崇 - 東京都出身）ヴォーカル、ギター担当。
尚美ミュージックカレッジ専門学校卒。
結成時は本名で、『Hello! Feed☆Back』より "永積タカシ"と表記。
2002年、バンドの活動休止後、"永積タカシ"名義ではっぴぃえんどのトリビュートアルバム『HAPPY END PARADE〜tribute to はっぴいえんど〜』(5月22日発売)に参加。
同年にソロユニット「ハナレグミ」として活動開始。10月2日にシングル「家族の風景」でデビュー。
2005年、原田郁子、オオヤユウスケとのユニット「ohana」を結成。
東京スカパラダイスオーケストラ、冨田ラボなどにゲスト・ボーカリスト参加。CMへの楽曲提供なども行っている。
楽曲「真夜中のスーパー・フリーク」の歌詞は8割方、実母が書いたものを参考したと解散ライヴでメンバーに告白している。
楽曲「オアシス」のMusicVideoに池田、TOMOHIKO（他、仲間ミュージシャン数名）が出演している。
竹内朋康（たけうち ともやす、1973年6月4日 - 福井県出身）ギター担当。
リーダー。
池田、沢田とは中学からの同級生、またサイバーエージェントの藤田晋社長もいた。
2002年、バンドの活動休止後、Mummy-Dとのユニット「マボロシ」結成。
解散後は、「竹内朋康 & The Laidbacks」、「THE NEW BEADS」、「Dezille Brothers」、「Fiasco3」など結成、参加。
またサポートミュージシャンとして、ENDLICHERI☆ENDLICHERI、安室奈美恵、DABO、井手麻理子、忌野清志郎、浜崎貴司、ももいろクローバーZのレコーディング参加。
解散から数日後、一般女性と結婚披露宴を行う。余興にて、1ヶ月もしないうちにスピード再結成を果たしている。
TOMOHIKOと沢田で「スーハーバタードッグ」を結成しライブを行っている。
池田貴史（いけだ たかふみ、1974年2月15日 - 福井県出身）キーボード、コーラス、ボーカル担当。
いとうせいこうから「面白いミュージシャン3人衆の1人」と言わしめ、いとうの推薦で参加した「しりとり竜王戦歌人戦」では初出場ながらも決勝に進出した。
バンドの活動休止後、2004年に中村一義らと共にバンド"100s"を結成。
SSTV「熱血!スペシャ中学」（放送終了）で共演したスネオヘアーやJackson Vibeのプロデュース、サポート参加している。
解散後、ソロユニット「レキシ」として2007年にCDデビュー。
TOMOHIKO（ともひこ、1975年8月18日 - 本名/有本公彦　新潟県出身）ベース担当。
CDジャケットやビデオクリップのコンセプトは彼のアイデアに拠るところが多い。
Spinna-BillやRHYMESTERのツアーに参加したり自らイベントの主宰などもしている。DJとしても活動。
尚美ミュージックカレッジ専門学校卒。永積はひとつ先輩。同級生はクラムボン。
池田のユニット「レキシ」の3rdアルバム「レキツ」特典DVDに永積と出演している。
現在は「TOMOHIKO a.k.a HEAVYLOOPER」名義で活動し、バンド「HOMARE」結成する。
沢田周一（さわだ しゅういち、1973年4月26日 - 福井県出身）ドラムス担当。
活動休止後、高野寛、ナタリーワイズのツアー、ENDLICHERI☆ENDLICHERIのレコーディングに参加。
ファンキーなメンバーとは違い、普段から無口。ラストライブDVDのメンバーによる副音声でも、ほとんど喋っていない。
現在は都内を離れ、仕事の傍らライブ活動を行っている。

### 元メンバー
山口めぐみ/MEG（やまぐち めぐみ/メグ、1972年2月12日 - ）
ボーカル、コーラスを担当。
結成時からのオリジナルメンバー、1999年に脱退。
2008年、ラストライヴにてゲストコーラスとして参加。

## ディスコグラフィ

### シングル
|      | 発売日         | タイトル                           | 規格品番   | 収録曲 | 備考 |
| ---- | -------------- | ---------------------------------- | ---------- | --- | --- |
| 1st  | 1997年11月12日 | 窓の外は風おどる                   | TOCT-4086  | 1. 窓の外は風おどる 2. 0 ボッサ 3. チョコレート・ジャムズ | |
| 2nd  | 1998年10月28日 | 外出中                             | TOCT-4115  | 1. 外出中 2. コード 3. ティップ ティップ | 表題曲はクラムボンがカバーアルバム『LOVER ALBUM』にてカバー。 |
| 3rd  | 1999年10月20日 | 5秒前の午後                        | TOCT-22034 | 1. 5秒前の午後 2. Yo! 兄弟 3. 犬と木琴 | |
| 4th  | 2000年3月8日   | コミュニケーション・ブレイクダンス | TOCT-4198  | 1. コミュニケーション・ブレイクダンス 2. コミュニケーション・ブレイクダンス (Mr.Drunk remix) 3. トホホで GO HOME                                                                                                 | |
| 5th  | 2000年7月12日  | FUNKYウーロン茶                    | TOCT-4227  | 1. FUNKYウ−ロン茶 2. セ・ツ・ナ 3. FUNKYウ−ロン茶 (radio edit) 4. FUNKYウ−ロン茶 (instrumental) | |
| 6th  | 2000年10月25日 | Rainyway                           | TOCT-22120 | 1. Rainyway 2. コラ！ 3. 人間なんて油だね〜FUNKY BUS | |
| 7th  | 2001年5月16日  | LOVERS法                           | TOCT-4302  | 1. LOVERS法 2. らばの歌 | オリコン最高位 |
| 8th  | 2001年10月6日  | サヨナラCOLOR                      | TOCT-22183 | 1. サヨナラCOLOR 2. コミュニケーション・ブレイクダンス 3. FUNKYウーロン茶（radio edit） 4. コード -LIVE at SHINJUKU LIQUID ROOM '00.12.02.- 5. マッケンLO -LIVE at SHINJUKU LIQUID ROOM '00.12.02- (Bonus Track) | オリコン最高60位 |
| 9th  | 2002年5月29日  | 風土／あけおめ                     | FDCA-9001  | 1. 風土 2. あけおめ 3. 風土 〜Instrumental version〜 4. あけおめ〜カラオケversion〜 | 活動休止前に自身のプライベート・レーベル「record champion」から発売。                                                                                               |
| 10th | 2005年7月13日  | サヨナラCOLOR / 明日へゆけ         | TOCT-4893  | 1. サヨナラCOLOR 2. 明日へゆけ | 映画「サヨナラCOLOR」の主題歌。 新曲『明日へゆけ』では活動休止中であるメンバーが久しぶりに集結し制作。 また初の初回DVD特典にてPVが収録されている。 オリコン最高23位 |

### アルバム
|        | 発売日                                  | タイトル                       | 規格品番                        | 収録曲 | 備考                                                                                  |
| ------ | --------------------------------------- | ------------------------------ | ------------------------------- | --- | ------------------------------------------------------------------------------------- |
| Indies | 1996年10月10日                          | 犬にくわえさせろ               |                                 | 1. 犬にくわえさせろ 2. 僕はこうきりだした 3. チョコレート・ジャムズ（Part1&2) 4. CHEEBA-CHEEBA 5. 真夜中のスーパー・フリーク 6. ゆっくりまわっていくようだ 7. MAD MEN                                                   | インディーズ盤。                                                                      |
| 1st    | 1997年5月28日 SHM-CD再発2008年12月10日  | FREEWAY                        | TOCT-9868 TOCT-11241 TOCT-11327 | 1. かけひきのジャッヂメント 2. 終電まぎわのバンヂージャンプ 3. 明日になれば 4. メロディーの毛布にくるまって 5. LET'S TALK ABOUT MUSIC 6. いつか地球をなめるのさ 7. ライリライリムーン 8. 逃走のフリーウェイ             | 東芝EMIからメジャーデビュー。                                                         |
| 2nd    | 1998年6月10日 SHM-CD再発2008年12月10日  | 333号室 (サンサンサンごうしつ) | TOCT-10307 TOCT-11242           | 1. まわれダイヤル 2. 踊る人たち 3. ネムリフカク 4. ヒマワリ 5. 煙ラヂオ 6. 天気予報 7. そら見たことか 8. エントツノ上デ 9. 今はただ風を待とう                                                                           | この作品からファンキースタイルが強く出されるようになる。 この作品を最後に山口が脱退。 |
| 3rd    | 1999年11月25日 SHM-CD再発2008年12月10日 | Hello! Feed☆Back               | TOCT-24252 TOCT-11243           | 1. Give Me Delight〜いーじゃない'99〜 2. Yo！兄弟 3. ボク・モード キミ・モード 4. アサガオ記念日 5. 5秒前の午後 6. ベストフレンド 7. マッケンLO 8. ネブラスカ 9. モシモシ 10. 始まりの朝                                |                                                                                       |
| 4th    | 2000年11月22日 SHM-CD再発2008年12月10日 | FUNKASY                        | TOCT-24480 TOCT-11244           | | 各音楽関係者や多方面から大絶賛された作品である。                                      |
| 5th    | 2001年12月6日 SHM-CD再発2008年12月10日  | grooblue                       | TOCT-24696 TOCT-11245           | | オリコン最高50位                                                                      |
|        | 2002年5月9日 SHM-CD再発2008年12月10日   | 犬にくわえさせろ               | TOCT-24803 TOCT-11246           | 1. 犬にくわえさせろ 2. 僕はこうきりだした 3. チョコレート・ジャムズ（Part1&2) 4. CHEEBA-CHEEBA 5. 真夜中のスーパー・フリーク 6. ゆっくりまわっていくようだ 7. MAD MEN 8. DISCO DRUMMER〜ボーナス・トラック〜            | 上記同名アルバムの再リリース盤。 新ジャケットの他、ボーナストラックが収録。           |
|        | 2002年5月9日                            | ラ                             | TOCT-24802                      | 1. メロディーの毛布にくるまって 2. コミュニケーション・ブレイクダンス 3. 五十音 4. 5秒前の午後 5. Yo! 兄弟 6. コード 7. サヨナラCOLOR 8. アサガオ記念日 9. 日々 GO GO 10. マッケンLO 11. セ・ツ・ナ 12. FUNKYウーロン茶 | ライブベストアルバム。                                                                |

### ベストアルバム
|     | 発売日         | タイトル                | 規格品番     | 備考 |
| --- | -------------- | ----------------------- | ------------ | --- |
| 1st | 2008年9月3日   | SUPER BETTER BETTER DOG | TOCT-26652~3 | 2枚組。ベスト盤ならぬベター盤と呼んでいる。 オリコン最高17位 |
| 2nd | 2008年9月17日  | SUPER BETTER DOG        | TOCT-26651   | 上記の1枚組バージョン。同時発売予定だったが製造上の不備により延期となり後日発売された。 |
| 3rd | 2008年12月10日 | SUPER BUTTER BOX        | TOCT-95021~7 | 過去アルバム作品『犬にくわえさせろ』（再発盤）から『grooblue』までを SHM-CD化した6作に、下記のアルバム未収録音源集を加えた計7枚入りボックス。 |
| 3rd | 2008年12月10日 | SUPER BUTTER BOX        | TOCT-95021~7 | 1. 窓の外は風おどる 2. 0ボッサ 3. チョコレート・ジャムズ 4. 窓の外は風おどる ~CHEESE CAT ESSENCE~ (Remixed by NATURAL ESSENCE) 5. 外出中 6. コード 7. ティップ ティップ 8. 犬と木琴 9. コミュニケーション・ブレイクダンス (Mr.Drunk remix) 10. トホホで GO HOME 11. 人間なんて油だね~FUNKYBUS~ 12. 風土 13. あけおめ 14. 明日へゆけ 15. あいのわ |

#### 未音源化
- 大安
活動再開した後「FUNKY大百科」にて各公演で披露されたが、レコーディングはされずリリースはされなかった。
2009年、ハナレグミとしてレコーディングし、アルバム『あいのわ』に収録された。

### DVD
|     | 発売日         | タイトル           | 規格品番                                          | 収録曲 | 備考                                                                 |
| --- | -------------- | ------------------ | ------------------------------------------------- | --- | -------------------------------------------------------------------- |
| 1st | 2008年9月3日   | SUPER BETTER CLIPS | TOBF-5597                                         | 1. ゆっくりまわっていくようだ 2. 終電まぎわのバンヂージャンプ 3. かけひきのジャッヂメント 4. 窓の外は風おどる 5. まわれダイヤル 6. 踊る人たち 7. 外出中 8. 5秒前の午後 9. マッケンLO 10. コミュニケーション・ブレイクダンス 11. FUNKYウーロン茶 12. Rainyway 13. エ!? スネ毛 14. LOVERS法 15. サヨナラCOLOR 16. 五十音 17. 風土 18. 明日へゆけ | 初のミュージッククリップ集。                                         |
| 2nd | 2008年12月10日 | TOUR ザ・グッバイ  | TOBF-5609～10:初回生産限定盤 TOBF-5611～12:通常盤 | | ラストライヴを収録。初回限定盤にはてツアー・ドキュメント映像を収録。 |

## その他・参加作品

### FEATURING
- 野宮真貴

「塀までひとっとび」(サディスティック・ミカ・バンドのカバー) 野宮真貴&SUPER BUTTER DOG名義。
- michelle

「Love is you」にアレンジと演奏参加。
「It's Your Thing」（アイズレー・ブラザーズのカバー）にアレンジと演奏参加。
- RHYMESTER

「This Y'all,That Y'all session with SUPER BUTTER DOG」に共作参加。
上記楽曲のクリップ、武道館ライヴにもゲスト出演する。

### ButterDogMarket
バンド活動休止後、永積を除いた4人によるバンドユニット。
浜崎貴司「旅行に行きたい（featuring BUTTER DOG MARKET）」
オムニバス「TAWAWA ヒットパレード／BOO, Keyco, Rhymester feat.SUPER BUTTER DOG MARKET」
MOOMIN

## タイアップ一覧
| 年     | 曲名             | タイアップ                                      |
| ------ | ---------------- | ----------------------------------------------- |
| 1997年 | 窓の外は風おどる | TBS系『BLITZ INDEX』11月度オープニングテーマ    |
| 2005年 | サヨナラCOLOR    | ザジフィルムズ配給映画『サヨナラCOLOR』主題歌   |
| 2005年 | サヨナラCOLOR    | インテリジェンス「DODA」CMソング（2011年）      |
| 2008年 | あいのわ         | ムービーアイ配給映画『闘茶〜Tea Fight〜』主題歌 |

## ヘビーローテーション/パワープレイ

### テレビ
| 年     | 曲名     | ヘビーローテーション/パワープレイ          |
| ------ | -------- | ------------------------------------------ |
| 2000年 | Rainyway | スペースシャワーTV 2000年11月度POWER PUSH! |

### ラジオ
| 年     | 曲名        | ラジオヘビーローテーション/パワープレイ |
| ------ | ----------- | --------------------------------------- |
| 1999年 | 5秒前の午後 | FM802 1999年11月度ヘビーローテーション  |

## ミュージックビデオ
| 監督         | 曲名 |
| ウスイヒロシ | 「LOVERS法」「エ!?スネ毛」「五十音」 |
| 遠藤主任     | 「あいのわ from DVD「TOUR ザ･グッバイ」」「サヨナラCOLOR from DVD「TOUR ザ･グッバイ」」「明日へゆけ」 |
| 遠藤雄二     | 「サヨナラCOLOR（夏の思い出Ver.）」 |
| 白井康彦     | 「終電まぎわのバンヂージャンプ」 |
| 丹下紘希     | 「FUNKY ウーロン茶」 |
| 不明         | 「5秒前の午後」「Rainyway」「かけひきのジャッヂメント」「まわれダイヤル」「ゆっくりまわっていくようだ」「コミュニケーション･ブレイクダンス」「マッケンLO」「外出中」「窓の外は風おどる」「風土」「踊る人たち」 |

## 主なライブ
- 2000年08月11日 - ロックロックこんにちは! Ver.4.00 Hyper
- 2000年09月03日 - SPACE SHOWER TV SWEET LOVE SHOWER 2000
- 2000年09月30日 - SUPER BUTTER DOG presents「ファンキー大百科」
- 2000年10月17日 - ”WE ARE THE WORLD”VOLUME THREE
- 2000年10月24日 - LOVE TO LOVE 00～01
- 2000年11月06日 - JUNK SHOVE－IT
- 2000年11月 - FUNKASY TOUR
- 2000年12月28日 - BLACK LIST 007
- 2000年12月29日 - SUPER BUTTER DOG presents「ファンキー大百科」
- 2001年5月 - TOUR ラバン場
- 2001年6月1日 - SUPER BUTTER DOG スペシャルライブ～タダより怖いものはない
- 2001年6月5日 - SPACE SHOWER TV presents 「LIVE SHOWER PHANTOM」
- 2001年07月27日 - FUJI ROCK FESTIVAL '01
- 2001年08月03日 - ROCK IN JAPAN FESTIVAL 2001
- 2001年08月08日 - TREASURE MAP 052
- 2001年08月12日 - KIRIN SOUND TOGETHER POP HILL '01
- 2001年08月23日 - ロックロックこんにちは! in 仙台
- 2001年08月26日 - 瀬ッ戸STOCK2 サウンドマリーナ2001
- 2002年1月 - tour grooblue
- 2002年7月 - 3大 DOMO TOUR
- 2002年07月21日 - FM802 MEET THE WORLD BEAT 2002
- 2002年08月11日 - ROCK IN JAPAN FESTIVAL 2002
- 2002年08月19日 - VINTAGE 2002 -supported by CRK
- 2002年08月23日 - SETSTOCK'02
- 2002年08月28日 - ロックロックこんにちは! VERSION 第ロック(6)章
- 2002年09月14日 - ARABAKI ROCK CIRCUIT 2002 多賀城ブルース
- 2003年09月22日 - SPACE SHOWER TV SWEET LOVE SHOWER 2002
- 2006年09月24日 - SPACE SHOWER SWEET LOVE SHOWER 2006
- 2007年08月04日 - ROCK IN JAPAN FESTIVAL 2007
- 2008年02月18日 - SUPER BUTTER DOG presents ファンキー大百科
- 2008年04月26日 - ARABAKI ROCK FEST.08
- 2008年09月 - TOUR ザ・グッバイ

## その他・交友関係
竹中直人、小泉今日子、中嶋朋子、椎名林檎、椎名桔平、いとうせいこう、牧野百男（福井県鯖江市市長）